# Vila Flores
Vila Flores este un oraș și o municipalitate din statul Rio Grande do Sul (RS), Brazilia.